# 許滕湖 (諾伊基希)
47°38′59″N 9°42′42″E / 47.64972°N 9.71167°E
許滕湖（德語：Hüttensee），是德國的湖泊，位於該國西南部，由巴登-符騰堡州負責管轄，處於諾伊基希，長0.2公里、寬0.1公里，面積0.02平方公里，海拔高度542米，湖岸線長度0.5公里。